# Will Rhode
William (Will) Rhode (* 13. März 1972 in London) ist ein britischer Journalist und Romancier.

## Leben und Werk
Rhode schloss ein Combined-Studies-Studium mit Spezialisierung auf Chinesische Politik an der Newcastle University ab. Anschließend arbeitete er zwei Jahre lang als Journalist für Reuters in Indien. Nach einem Zwischenaufenthalt in Thailand, wo er sich an dem Dreh eines Films versuchte, zog er nach Hongkong und war dort als Finanzjournalist tätig. Später ging er nach New York und trat eine Stelle als Redakteur bei dem Finanzmagazin RISK an. Schließlich gab er seinen Beruf auf und widmete sich dem Schreiben seines ersten Romans.
Rhodes Debüt-Roman Paperback Raita erschien 2002 bei Simon & Schuster UK. Er handelt von dem jungen Engländer Joshua King, der sich ziellos in Indien herumtreibt. Als sein Vater stirbt, vermacht dieser ihm ein Millionenvermögen unter der Bedingung, dass er innerhalb von fünf Jahren einen Bestseller schreibt. Auf der Suche nach Stoff für seinen Roman begibt sich King daraufhin in gefährliche Situationen (wie den geplanten Diebstahl bei einem Drogenbaron) und sucht dabei verschiedene indische Städte auf. Das Buch stieß auf gemischte Reaktionen. Kritisiert wurde unter anderem das zirkuläre Motiv des Romans im Roman und die unsympathische Hauptfigur, gelobt dagegen die originelle und energiegeladene Handlung.
Danach veröffentlichte Rhode zwei weitere Romane: den in Hongkong spielenden Thriller White Ghosts (2004) über die tödlichen Folgen eines Geheimnisses zweier britischer Schulfreunde, und The Weight of the City (2007), eine Neuinterpretation des Klassikers Einer flog über das Kuckucksnest anhand der Bewohner eines Hauses in New York im Jahre 2010.
Rhode ist seit 1998 verheiratet und hat zwei Söhne.

## Werke
- Paperback Raita. Simon & Schuster, London 2002, ISBN 0-7432-2069-2.
  - auch unter dem Titel Paperback Original. Riverhead Books, New York 2003, ISBN 1-57322-980-6.
  - Paperback Raita. Deutsche Erstausgabe. Knaur Lemon, München 2004, ISBN 3-426-62297-1.
- White Ghosts. Pocket Books, Simon & Schuster, London 2004, ISBN 0-7432-2070-6.
- The Weight of the City. Pocket Books, Simon & Schuster, London 2007, ISBN 1-4165-0230-0.